# Теорема Прота
В теории чисел теорема Прота является тестом простоты для чисел Прота.

## Формулировка
Теорема Прота гласит:
| Если p — это число Прота вида {\displaystyle k\cdot 2^{n}+1}, где k — нечётно и {\displaystyle k<2^{n}}, то p — простое (называемое простым Прота) тогда и только тогда, когда для некоторого квадратичного невычета a выполняется сравнение: {\displaystyle a^{(p-1)/2}\equiv -1{\pmod {p}}} |

## Доказательство
(а) Пусть p — простое. Тогда для любого квадратичного невычета a: {\displaystyle a^{(p-1)/2}\equiv -1{\pmod {p}}} по критерию Эйлера.
(б) Пусть {\displaystyle a^{(p-1)/2}\equiv -1{\pmod {p}}} для некоторого квадратичного невычета a. Используем критерий Поклингтона, где {\displaystyle n=2^{k}+1} . Тогда {\displaystyle q=2} — единственный простой делитель {\displaystyle n-1}. Проверим выполнение условий критерия:
1. {\displaystyle a^{n-1}=(a^{(n-1)/2})^{2}\equiv 1{\pmod {n}}} — выполнено.
2. числа n и {\displaystyle a^{(n-1)/q}-1} взаимно просты — выполнено.

Так как условие {\displaystyle 2^{k}>{\sqrt {n}}-1} выполнено, n — простое.

## Тестирование чисел Прота на простоту
Теорема Прота может быть использована для тестирования простоты чисел Прота. Алгоритм вероятностного теста, основанного на теореме, выглядит следующим образом:
Случайным образом выбирается целое число {\displaystyle a}, такое что {\displaystyle a\not \equiv 1{\pmod {p}}\ } и вычисляет
{\displaystyle b\equiv a^{(p-1)/2}{\pmod {p}}\ }. Возможны следующие исходы:
1. {\displaystyle b\equiv -1{\pmod {p}}\ }, тогда {\displaystyle p} — простое по теорема Прота.
2. {\displaystyle b\not \equiv \pm 1{\pmod {p}}\ } и {\displaystyle b^{2}\equiv 1{\pmod {p}}\ }, тогда {\displaystyle p} — составное, так как {\displaystyle gcd(b\pm 1,p)} — нетривиальные делители {\displaystyle p}.
3. {\displaystyle b^{2}\not \equiv 1{\pmod {p}}\ }, тогда p — составное по малой теореме Ферма.
4. {\displaystyle b\equiv 1{\pmod {p}}\ }, тогда результат теста неизвестен.

Исход (4) является причиной того, что тест вероятностный. В случае (1) {\displaystyle a} — квадратичный невычет по модулю {\displaystyle p}. Процедура повторяется пока простота {\displaystyle p} не будет установлена.
Если {\displaystyle p} — простое, то тест с вероятностью {\displaystyle 1/2} подтвердит это за одну итерацию, так как количество квадратичных невычетов по модулю {\displaystyle p} ровно {\displaystyle (p-1)/2}.

## Примеры
- для p = 3, 2 1 + 1 = 3 кратно 3, поэтому 3 является простым.
- для p = 5, 3 2 + 1 = 10 кратно 5, поэтому 5 является простым.
- p = 13, 5 6 + 1 = 15626 делится на 13, 13 является простым.
- для p = 9, которая не является простым, не существует b таких что a  4 + 1 делится на 9.

## Простые числа Прота
Простые числа Прота образуют последовательность:
3, 5, 13, 17, 41, 97, 113, 193, 241, 257, 353, 449, 577, 641, 673, 769, 929, 1153 … (последовательность A080076 в OEIS)
На май 2017 года, крупнейшее известное простое Прота, 10223 · 231172165  + 1, найдено проектом Primegrid. Оно имеет 9383761 десятичных цифр и является крупнейшим известным простым, не являющимся простым Мерсенна.

## Обобщенная теорема Прота
Лемма. Пусть {\displaystyle n=l^{k}} для некоторого простого l и {\displaystyle k\geqslant 1}. Пусть {\displaystyle r^{e}} — степень простого числа, где {\displaystyle r\neq l}. Если {\displaystyle r^{e}{\mathcal {j}}\phi (n)} и {\displaystyle r^{e}>{\sqrt {n}}}, то n — простое.
Доказательство. {\displaystyle r^{e}} — делитель {\displaystyle \phi (n)=(l-1)l^{k-1}}, поэтому {\displaystyle r^{e}{\mathcal {j}}l-1}. Если {\displaystyle k>1}, то {\displaystyle \phi (n)\geqslant (l-1)l>r^{2}e>n} — противоречие. Следовательно {\displaystyle k=1} и {\displaystyle n} — простое.
Теорема (обобщенная теорема Прота). Пусть {\displaystyle N=r^{e}t+1} для некоторого простого {\displaystyle r} и целых {\displaystyle e,t\geqslant 1}. Пусть {\displaystyle r^{e}>t}. Если {\displaystyle a^{N-1}\equiv 1(modN)} и {\displaystyle a^{(N-1)/r}\not \equiv 1(modN)} для некоторого целого {\displaystyle a}, то {\displaystyle N} — простое.
Доказательство обобщенной теоремы можно найти в работе Sze.

## История
Франсуа Прот (1852—1879) опубликовал теорему около 1878 года.